# Монастырский Сунгур
Монастырский Сунгур — село в Новоспасском районе Ульяновской области в составе Троицкосунгурского сельского поселения.

## География
Находится на расстоянии примерно 10 километров по прямой на север-северо-запад от районного центра поселка Новоспасское.

## История
Основано в XVIII веке.  
В 1741 году был построен деревянный храм, в 1876 году прихожанами перестроен и перенесён на новое место. Престол в нём во имя св. бессребреников и чудотворцев Космы и Дамиана. При храме есть усыпальница. С постройкой храма село стало называться Козмодемьянское.
В 1780 году, при создании Симбирского наместничества, село  Козмодемьянское Сунгур тож, при ключе Сунгуре, экономических крестьян, вошло в состав Канадейского уезда. С 1796 года — в Сызранском уезде. 
В 1859 году село Монастырский Сунгур во 2-м стане Сызранского уезда Симбирской губернии. 
С 1875 года в селе существует земская школа. 
В 1913 году в селе было: 235 дворов, 1280 жителей, деревянная Козьмодемьянская церковь (не сохранилась), старообрядческий молитвенный дом.  
В 1990-е годы работало ПКП «Троицкое», был магазин. 

## Население
Население составляло: в 1780 г. — 261 чел.; в 1859 году - в 127 дворах жило: 403 муж. и 426 жен.; в 1913 году в селе было: 235 дворов, 1280 жителей; 18 человек (русские 89%) - в 2002 году, 2 - по переписи 2010 года.